# Realizem v književnosti
Realizem je literarno obdobje, ki se je začelo v Franciji okrog 1830, na Slovenskem pa se je razmahnilo šele v drugi polovici 19. stoletja in je trajalo do začetka 20. stoletja. Beseda realizem izhaja iz latinskega pojma realis, kar pomeni stvaren. Oxfordska enciklopedija realizem opredeli kot literarni pojem, ki je rabljen tako široko, da je težko uporaben, razen kadar se rabi v nasprotju drugim literarnim gibanjem, npr. romantiki in ekspresionizmu.
Realizem pomeni dvoje: obdobje ali pa književno metodo. Realizem kot književna metoda se pojavlja v vseh književnostih od antike do danes, ki prikazujejo stvarnost tako, kot v resnici je ali pa bi lahko bila po zakonu verjetnosti. Realizem kot obdobje se je v posameznih književnostih razvil ob različnem času in v neenakih socialnih, političnih in kulturnih razmerah, zato ni bil čisto enotno književno obdobje.
Schiller in Friedrich Schlegel sta prva govorila o realizmu, in sicer sta pojem realizma uporabljala kot nasprotje idealizmu. V francoskih razpravah se pojem realizma pojavi v člankih Champfleurya, ki so pozneje izšli v knjigi z naslovom Le Realisme (1857), in v časopisu Realisme (1856-1857). Tu se začne razpravljati o realizmu kot o obdobju. Njegove značilnosti so natančno prikazovanje resnice, objektivnost, neosebnost. Kot predstavnike so naštevali Stendhala, Balzaca, Champfleurya, Flauberta. V Nemčiji Otto Ludwig govori o poetičnem realizmu, ampak ta pojem uporablja kot nasprotje »neosebnemu« realizmu, ki se je razvil v Franciji. Engels v nekem osebnem pismu leta 1888 piše, da realizem zanj pomeni poleg natančnosti v podrobnostih tudi zvesto prikazovanje tipičnih značajev v tipičnih okoliščinah. Kot primer navede Balzacove romane. V Italiji se v 80. letih 19. stoletja veljavi pojem verizem. V Rusiji pojem realizma uvede Pisarev z delom Realisty 1864. Vendar njemu ta pojem odraža ideološko usmeritev dela ruske inteligence. Na Poljskem se namesto realizma uveljavi pojem pozitivizem. na Slovenskem o pomenu pojma realizem razpravljata Janko Kersnik v razpravi Razvoj svetovne književnosti in Fran Celestin v delu Naše obzorje.

## Nastanek, vrste in razvoj realizma po Evropi
Realizem se začne po 1830 v Franciji, do 1848 pa se razmahne še v drugih državah – Angliji, Rusiji in deloma Nemčiji. Prvo obliko je predstavljal romantični realizem, ob njem pa so se pojavili še zametki psihološkega in socialnega realizma. V Franciji velja za začetnika realizma Honore de Balzac z delom Človeška komedija. Prvi zgled psihološkega realizma je Stendhalovo delo Rdeče in črno. V Rusiji je prehod iz romantike v realizem izvedel Nikolaj V. Gogolj z deli Plašč, Mrtve duše, Revizor. Po letu 1848 se je pojavil objektivni realizem. Ta je skušal iz del izločiti vse elemente romantičnosti, namesto tega naj bi pisatelji podajali stvarno analizo dejstev, objektivnost, neprizadetost, zunanji in notranji svet, realnost, duševnost naj opisovali natančno in objektivno. V Franciji je to smer uvedel Gustave Flaubert z romanom Gospa Bovary, v Angliji William Thackeray z romanom Semenj ničevosti, v Rusiji Ivan S. Turgenjev z romanom Očetje in sinovi. Hkrati se je uveljavil tudi psihološki realizem, ki se je osredotočil na natančno raziskavo duševnosti. Glavna predstavnika sta Fjodor M. Dostojevski z romani Idiot, Besi, Zločin in kazen in Bratje Karamazovi in Anton P. Čehov (Češnjev vrt). V dramatiki je prehod v realizem izvedel norveški dramatik Henrik Ibsen z dramami Stebri družbe, Nora in Strahovi. V nekaterih njegovih delih (Rosmersholm, Divja račka) je prevladoval psihološki realizem. Razvije se tudi poetični realizem, ki je pred objektivno analizo in družbeno stvarnost postavljal čustveno idilično in nadčasovno prikazovanje življenjskih pojavov. Socialni realizem je v angleški književnosti uveljavil Charles Dickens z delom Oliver Twist.

### Razvojne faze realizma
Flaker govori o treh razvojnih fazah realizma: zgodnjem, razvitem in visokem realizmu. Za zgodnji realizem je značilno, da nanj še vplivajo značilnosti prejšnjega obdobja. Kot primer navede Dickensa, Balzaca (Človeška komedija), Stendhala in Gogolja (Mrtve duše). Razviti realizem se pojavlja v 50. in 60. letih 19. stoletja. Zanj je značilna popolna objektivizacija, ni več vidnih vplivov prejšnjega obdobja. Predstavniki so brata Goncourt, Flaubert, Daudet, Thackeray, Turgenjev, Gončarov, Keller. V visoki realizem spadata Tolstoj (Vojna in mir, Ana Karenina) in Dostojevski (Zločin in kazen, Bratje Karamazovi). Za visoki realizem navede, da že prinaša nekatere značilnosti, ki napovedujejo naslednje literarno obdobje, tj. naturalizem.
Janko Kos v svoji duhovnozgodovinski periodizaciji povezuje realizem z naturalizmom, drugo polovico 19. stoletja pa obravnava tudi v okvirih duhovnozgodovinskega pojma postromantike (ta dvojna povezava je sicer jasno določena, pa vendar vseeno odpira pomembna vprašanja). Nasprotno koncept moderne (npr. na Slovenskem, na nemško govorečem področju) povezuje naturalizem z novo romantiko  (npr. v primeru Cankarja), realizem pa je tako ločen (tudi zaradi vprašanj t. i. romantičnega realizma). Aleš Vaupotič sledeč pragamticizmu C. S. Peircea (in komparativistu Hansu Vilmarju Geppertu) ločuje literarna realizem (učinkuje kot singuaren, indeksikalen, dicent znak) in naturalizem (legiznak, indeks, argument).

## Značilnosti realističnih del
Za realistična dela je značilna objektivnost, golo prikazovanje resnice. V realizmu ni neke napete, pestre zgodbe. Zgodba je namenjena opisu osebe in njegovemu razvoju. Oseba je opisana kot psihološko, intelektualno in družbeno bitje. Vtisnjen je v okolje, ki ga sestavljajo politična, družbena in ekonomska stvarnost. V realističnih delih se opisuje ljudi, stvari, naravo, naravne pojave, ni pa prisotnih nobenih višjih sil ali metafizike. Flaker  piše, da je za realistična dela značilno, da se pripovedovalec distancira od svojih oseb, kar pomeni, da se ne želi poistovetiti s svojim junakom, da ne komentira njegovih dejanj in obnašanja, da ne daje moralističnih kritik. Gre za objektivno pripovedovanje. Avtor pripoveduje zgodbo v knjižnem jeziku svojega časa, jezik oseb pa je odvisen od socialnega položaja, zato lahko v delo vključuje tudi žargon, dialektizme, tuje besede.

## Realizem na Slovenskem
Glavna predstavnika realizma na Slovenskem sta Janko Kersnik (Kmetske slike, Jara gospoda) in Ivan Tavčar (Cvetje v jeseni, Med gorami).
Kersnikove Kmetske slike so izhajale v Ljubljanskem zvonu 1882-1891. Kersnik je napisal nekaj takih slik iz kmečkega sveta, v katerih je človek že popolnoma nesuveren, vklenjen v brutalne zakone materialne resničnosti, gre samo še za igro strahu in strasti v boju za goli obstanek. V sliki V zemljiški knjigi je glavni junak dokument oziroma uradni akt. Dogajanje je opisano zelo suho, brez čustvene vrednosti pripovedovalca je prikazana realnost. Gre za dokument, ki določa pogubno usodo celega rodu. Svojo idejo o idealističnem realizmu je najlepše pokazal v sliki Kmetska smrt. Hotel je prikazati življenje tako kot je, vendar ne čisto golo resnico, ampak golo resnico pod zlato tančico idealizma. V tej sliki prikazuje smrt, vendar ne kot nekaj slabega, ampak kot nekaj heroičnega. Kmet Planjavec se opeče in opekline so tako hude, da ne bo preživel, vendar želi še pred smrtjo poskrbeti za stvari tega sveta, za družino. V Mačkovih očetih je realistična slika najbolj izostrena. Človek je le še žrtev golih strasti v boju za gmotni obstanek in je do kraja razčlovečen.
O podobnih temah kot Kersnik v Kmetskih slikah je pisal tudi Ivan Tavčar. Primer je novela Šarevčeva sliva. Gre za zgodbo o revnem, osamljenem kmečkem dekletu, ki ji je oče zapustil slivo in 100 goldinarjev. S to doto naj bi si pomagala skozi trdo samsko življenje. V Metino življenje se naseli strah – strah jo je, da bi izgubila dninarsko delo, da bi beračila na stara leta, da bi ji kdo vzel denar … Vendar pomemben preobrat v tej zgodbi naredi narava, ko v pomladni nevihti pride do plazu na bregu, kjer je imela Meta zakopan denar. Meta ima privid, da jo je okradel tat. Tedaj se prestraši za slivo in v svoji obsedenosti jo poseka. Sliva pade nanjo in jo ubije. Tako jo reši skrbi, da bi morala na stara beračiti. Tudi v tej zgodbi gre za goli boj za obstanek.
Po mnenju Kmecla je slovenska pripovedna proza v realizmu oblikovala nekaj značilnih ideoloških sistemov, ki so bili politično pomembni, literatura pa jim je služila za uresničitev. Prvi je povezan z narodovo močjo in pomembnostjo. Ta se pojavlja v vseh nacionalnih literaturah, predvsem tistih, ki so se oblikovala v zvezi z nacionalnim osvobajanjem. Drugi govori o očarljivosti in uspešnosti mladega, revnega slovenskega izobraženca (meščana), ki zmeša glavo in srce premožni gospodični s podeželske graščine. Na koncu se mlada zaljubljenca združita, kar simbolizira združitev meščanske sposobnosti in plemiškega kapitala. Zadnji je povezan z metafizičnim kaznovanjem vseh pregreh. Gre za to, da pravični bog kaznuje vse grehe na potomcih, če mu ne uspe že pri storilcih. Očitno je šlo za zanašanje na metafizično moč namesto fizično pri tistih, ki so bili družbeno šibkejši.

### Problem periodizacije in teoretiki realizma na Slovenskem
Različni literarni zgodovinarji različno datirajo to obdobje. Kot začetek se pojavljajo letnice 1848, 1854, 1868, 1878 in 1881. Razlog je med drugim tudi v tem, da je bil slovenski realizem precej neizrazit in nerazvit zaradi predhodnega pomanjkanja književne tradicije in družbenih razlogov, saj je bila v tem času literatura v prvi vrsti namenjena spodbujanju narodnega gibanja. Ivan Grafenauer v Kratki zgodovini slovenskega slovstva obdobje med 1868 in 1895 imenuje kot obdobje nove romantike in realizma. Ivan Prijatelj isti časovni izsek imenuje kot čas slovenskega realizma, razdeli pa ga na dve obdobji: romantični realizem (1868-1881) in poetični realizem (1881-1895). Anton Slodnjak v Zgodovini slovenskega slovstva razširi obdobje realizma od 1848 do 1899 in ga deli na več podobdobij: folklorizirajoči realizem (1848-1858), ironični in narodnostnooosrečujoči realizem (1858-1868), sentimentalni realizem z vzporednim optimističnim realizmom (1870-1881) in zreli ali klasični realizem (1881-1895). Odgovor na to delo je razprava Antona Ocvirka Ivan Prijatelj in slovenski realizem, v kateri je dokazoval, da o realizmu v slovenski književnosti lahko govorimo šele pri Janku Kersniku v letu 1878, pa še po tem letu je ideološko utesnjen in nenaklonjen socialni kritiki. Jože Pogačnik je v Zgodovini slovenskega slovstva realizem omejil med letnici 1854 in 1892.
Janko Kersnik je v Razvoju svetovne poezije (1878) utemeljil razliko med romantiko in realizmom tako, da je prvo postavil na podlago mitičnega, drugega pa na podlago znanstvenega razmišljanja. Vendar je za Kersnika še vedno značilno načelo idealizacije, ki ga posebej izrazi v oceni Aškerčeve zbirke Balade in Romance (1890). Pravi, da je treba opisovati vse, kakor v resnici je, vendar ne le kot golo življenje, ampak kot »golo resnico pod zlato prozorno tančico idealizma.« Fran Celestin je v delu Naše obzorje (1883) svojo teorijo realizma poimenoval idealni realizem oz. realni idealizem in tako izključil skrajne oblike realizma.
Janko Kersnik gleda na človeka kot na bitje, ki je podvrženo naravi in njenim zakonom. Novi čas je čas znanosti. Svet je treba spoznavati v njegovi objektivnosti. Za literarni razvoj je pomembna vednost. Življenju vladajo materialni zakoni, ki so zrušili predstavo o človeku kot izvirnem središču. To potrjuje z izjavo »na idealizem je prišel realizem.« Ta njegov materialističen pogled kaže v smer biološkega determinizma in evolucionizma. Nanj sta vplivala H. T. Buckle in W. Draper. Vendar v njegovih delih ni prevladala ta pripadnost, ampak so se materialistični pogledi obrnili v sociološko in psihološko smer. Nanj so pri tem vplivali ruski realisti Gogolj, Tolstoj in Turgenjev. Po njegovem je ravno v Turgenjevih delih najbolj prisoten »srebrni pajčolan zdravega idealizma«. Na koncu razprave kot bistveno lastnost literarne umetnosti navede njeno boleče občutje sveta, kakršen v resnici je, in zato opozori na njeno večno težnjo v srebrni pajčolan idealizma.
Na Celestinove ideje v Našem obzorju so vplivali ruski realistični kritiki (Belinski, Hercen, Černiševski). Zagovarjal je realistično in kritično prikazovanje sodobnega življenja, še posebej na podeželju. Opozoril je tudi na gospodarske in socialne probleme, ki so uničevali kmečko ljudstvo, ki je predstavljalo največji del naroda. Glavni tematiki naj bi bili kmetstvo in malomeščanstvo, prikazani v realnih življenjskih razmerah. Navedel je tudi nekaj primerov: razmerje med kmetom in gospodo, vpliv duhovščine na kmete, splošno siromašenje ljudstva, odnos kmetov do oblasti … Pisateljev glavni namen bi moral biti prikazovanje slabih in dobrih strani resničnosti na tak način, da bo v bralcih budil željo, da se slabo konča in zamenja z dobrim. Kot primer za to navede delo Lovčevi zapiski Turgenjeva, s katerimi je vzbudil zanimanje za ruskega kmeta tlačana in razširil misel o odpravi tlačanstva. Celestin je  verjel, da človek lahko obvlada družbena protislovja. Bil je prepričan, da je možna dejavna preobrazba sveta, da človek lahko premaga sile, ki ga ogrožajo.  Celestin je bil mnenja, da mora biti kultura množična, da ne sme biti več namenjena samo zabavi, ampak mora počasi postati »potreba«, nekaj, kar uči. Sam je svojo smer imenoval idealni realizem oziroma realni idealizem.

## Najpomembnejši predstavniki realizma po Evropi

### Francija
- Stendhal
- Honoré de Balzac
- Gustave Flaubert
- Guy de Maupassant

### Nemčija
- Gottfried Keller
- Theodor Fontane
- Theodor Storm
- Otto Ludwig
- Conrad Ferdinand Meyer

### Rusija
- Nikolaj Vasiljevič Gogolj
- Lev Nikolajevič Tolstoj
- Fjodor Mihajlovič Dostojevski
- Ivan Sergejevič Turgenjev
- Anton Pavlovič Čehov

### Anglija
- Charles Dickens
- Thomas Hardy
- George Eliot
- Anthony Trollope
- William Thackeray

### Norveška
- Henrik Ibsen
- Björnstjerne Björnson

### Švedska
- August Strindberg

### Hrvaška
- August Šenoa
- Eugen Kumičić
- Ante Kovačić
- Janko Leskovar
- Ksaver Šandor Gjalski
- Vjenceslav Novak
- Silvije Strahimir Kranjčević

### Bosna in Hercegovina
- Ivo Andrić

### Poljska
- Bolesław Prus
- Maria Konopnicka
- Henryk Sienkiewicz
- Eliza Orzeszkowa